# Le Meix-Tiercelin
Le Meix-Tiercelin è un comune francese di 196 abitanti situato nel dipartimento della Marna nella regione del Grand Est.

## Società

### Evoluzione demografica
Abitanti censiti